# Jüdische Gemeinde Altkirch

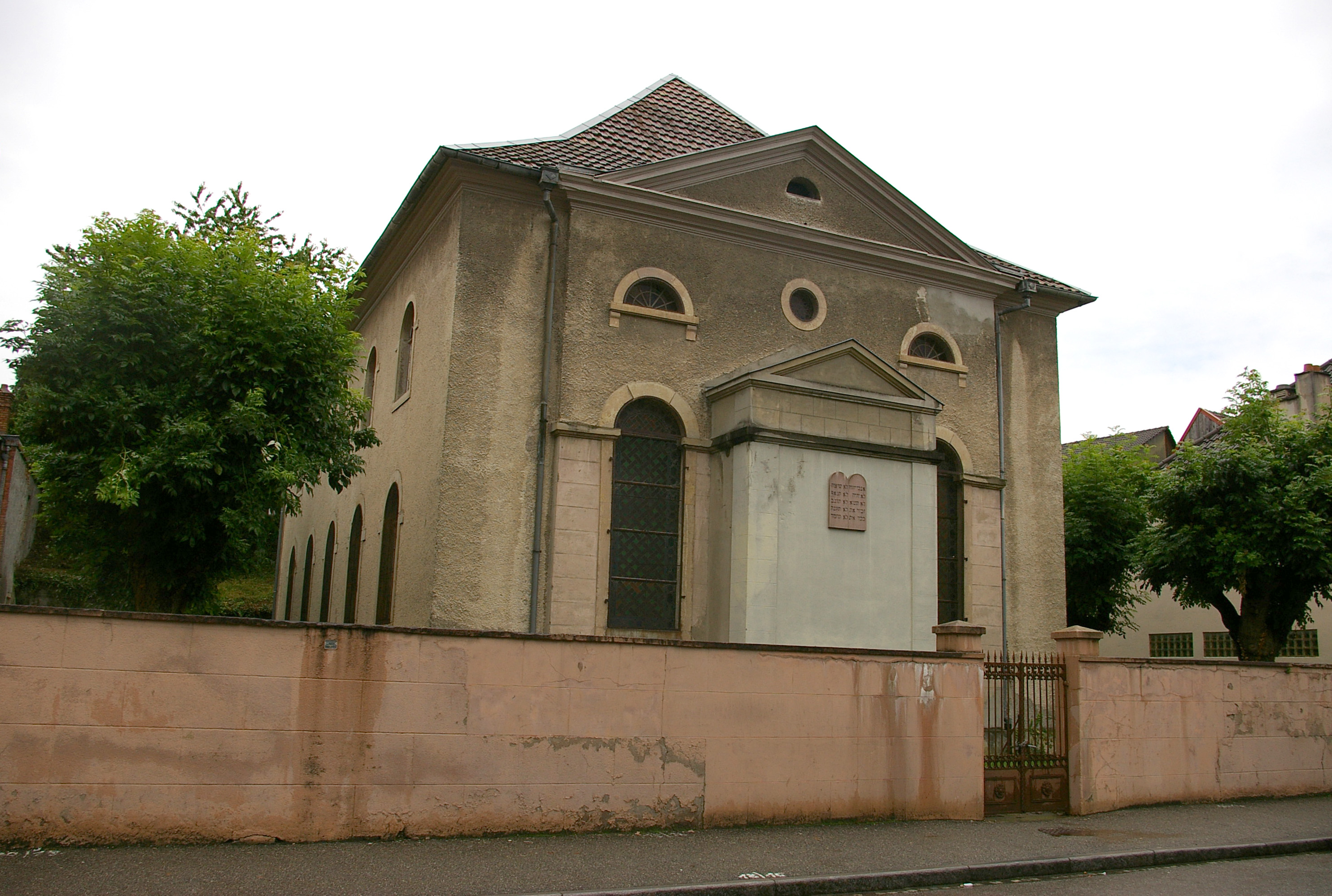
Synagoge in Altkirch von 1834/37

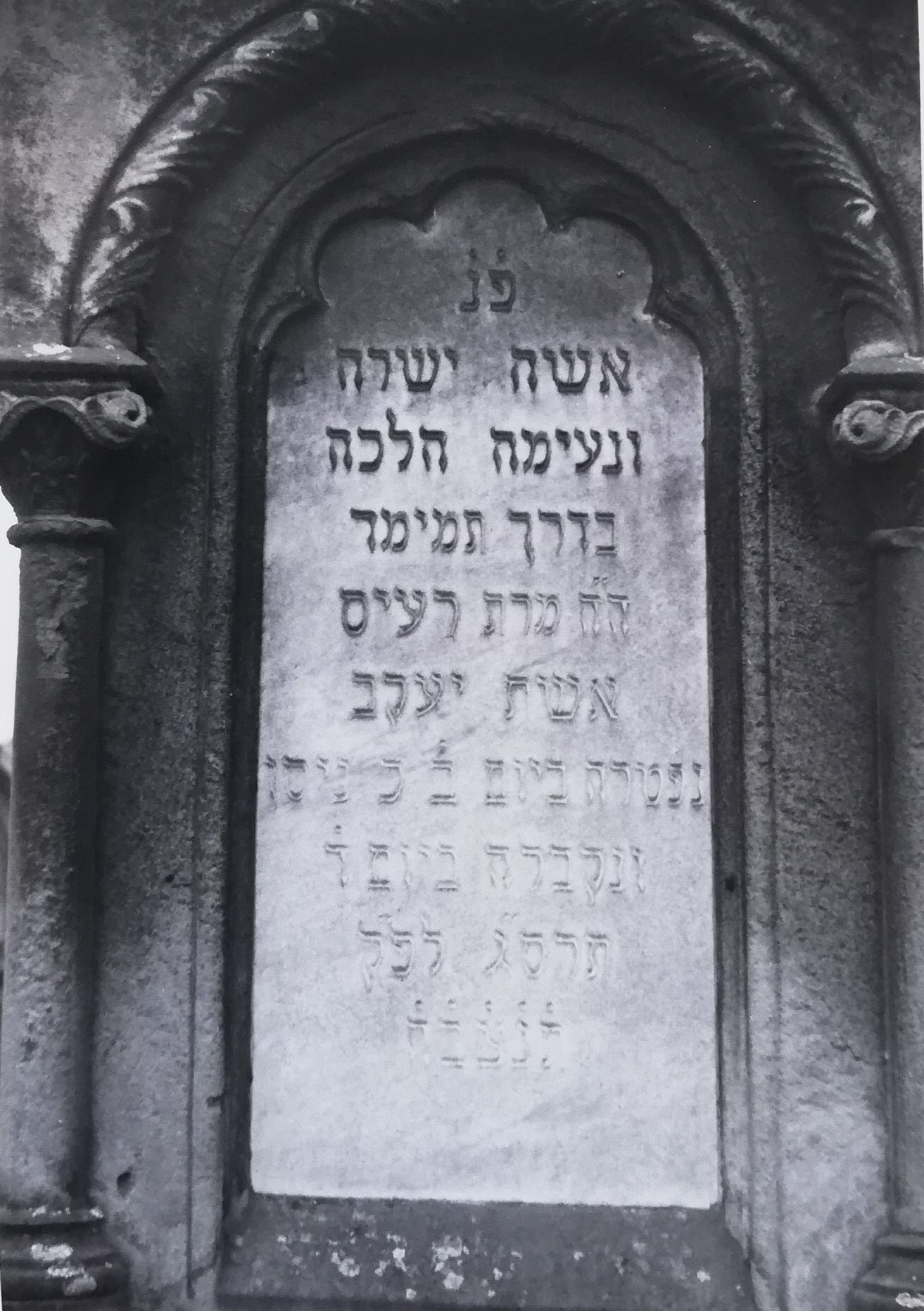
Grabstein des Jüdischen Friedhofs, Altkirch. Bild aus der Sammlung des Jüdischen Museums der Schweiz

Die Jüdische Gemeinde in Altkirch, einer französischen Stadt im Département Haut-Rhin im Elsass, entstand bereits im Mittelalter.

## Geschichte
In der ehemals vorderösterreichischen Stadt Altkirch lebenden Juden waren 1338 von der Armleder-Verfolgung betroffen, ebenso bei den Judenverfolgungen in der Pestzeit. 1397/98 wurden die Juden aus der Stadt ausgewiesen.
Erst wieder im 19. Jahrhundert (siehe Geschichte der Juden in Frankreich) konnten sich Juden in Altkirch niederlassen. Durch Zuwanderung aus den umliegenden Dörfern wuchs ihre Zahl bis 1846 auf etwa 300 Personen. Während der Februarrevolution 1848 wurden die Häuser der Juden geplündert und die Bewohner angegriffen. Viele Juden flüchteten aus der Stadt.
Die jüdische Gemeinde besaß eine Synagoge, eine jüdische Schule, ein rituelles Bad (Mikwe) und einen Friedhof. 1844 wurde das Rabbinat Altkirch errichtet. Der bekannteste Rabbiner war Naphtali Lévy, der von 1885 bis 1908 in der Gemeinde tätig war.

## Gemeindeentwicklung
| Jahr        | Gemeindemitglieder |  |
| ----------- | ------------------ |  |
| 1846        | 300                |  |
| 1865        | 320                |  |
| 1910        | 191                |  |
| 1936        | 116                |  |
| 1940 (Ende) | keine              |  |
| 1953        | ca. 150            |  |

## Nationalsozialistische Verfolgung
Nach der deutschen Besetzung des Elsass wurden die Juden in Altkirch zwischen Juli und Oktober 1940 nach Südfrankreich deportiert und später in den osteuropäischen Konzentrationslagern ermordet.

## Nach 1945
Nach 1945 haben sich wieder jüdische Personen in der Stadt niedergelassen, die ihre von den Deutschen im Zweiten Weltkrieg profanierte Synagoge ab 1950 wieder für den Gottesdienst nutzen konnten.